# Солидарность (Кипр)
«Солидарность» (греч. Αλληλεγγύη) — правое националистическое политическое движение Кипра, образованное в 2016 году кипрской хирургом-педиатром и политиком Елени Теохарус.

## История
Теохарус вышла из консервативного Демократического объединения в ноябре 2015 года из-за несогласия с партийной поддержкой двухзонального двухфедерального соглашения по Кипрской проблеме. В январе 2016 года она основала движение Солидарность. В марте 2016 года в движение вошла Европейская партия Кипра.
Движение участвовало в парламентских выборах 2016 года, на которых получило 3 места парламента.
В марте 2016 года Теохарус, будучи депутатом Европарламента от Демократического объединения, присоединилась к Альянсу европейских консерваторов и реформистов. Однако на выборах в Европейский парламент в 2019 году она потеряла это единственное место Европарламента.